# Kasipalayam (G)
Kasipalayam (G)  es una ciudad y nagar Panchayat situada en el distrito de Erode en el estado de Tamil Nadu (India). Su población es de 9093 habitantes (2011). Se encuentra a 29 km de Erode y a 40 km de Tirupur.

## Demografía
Según el censo de 2011 la población de Kasipalayam (G) era de 9093 habitantes, de los cuales 4498 eran hombres y 4595 eran mujeres. Kasipalayam (G) tiene una tasa media de alfabetización del 67,37%, inferior a la media estatal del 80,09%: la alfabetización masculina es del 76,05%, y la alfabetización femenina del 58,92%.